# Voo Vladivostok Air 352
O Voo Vladivostok Air 352 era um voo regular de passageiros de Ecaterimburgo para Vladivostok, com escala em Irkutsk, na Rússia. Em 4 de julho de 2001, o avião que operava a rota, um Tupolev Tu-154M prefixo RA-85845, perdeu o controle, estolou e caiu ao se aproximar do Aeroporto de Irkutsk. Todos os 136 passageiros e 9 membros da tripulação a bordo morreram, tornando o terceiro acidente mais mortal em território russo até hoje, depois do Voo Aeroflot 3352 e o Voo Aeroflot 217. Na época, foi o quinto acidente mais mortal envolvendo um Tupolev Tu-154 e atualmente o 7º mais fatal.

## Aeronave
A aeronave envolvida era um Tupolev Tu-154M, com prefixo RA-85845. Seu primeiro voo foi em 30 de setembro de 1986, sendo entregue à China Northwest Airlines em julho de 1988, com o prefixo chinês B-2609. Em maio de 2001, foi adquirido pela companhia aérea russa Vladivostok Air com o nome Ussuriysk. Estava equipado com três motores turbojato Soloviev D-30KU-154-Il. No dia do acidente, o avião realizou 11.387 ciclos de decolagem e aterrissagem com 20.953 horas de voo.

## Tripulação e passageiros
O capitão era Valentin Stepanovich Goncharuk, de 51 anos. Ele trabalhava na Vladivostok Air desde 1974. Era comandante de Tu-154 desde 16 de julho de 1999. Ele possuía 13.481 horas de voo, 3.661 delas em Tu-154. O copiloto era Sergei Didenko, de 40. Didenko estava na Vladivostok Air desde 1981. Ele era copiloto de Tu-154 desde 1º de agosto de 2000, possuindo 6.802 horas de voo, 2004 delas no Tu-154. 
O navegador de voo era Nikolai Nikolaevich Sakrytin, de 35 anos. Trabalhava na Vladivostok Air desde 1989. Como navegador de Tu-154 desde 1º de setembro de 1994, ele tinha 6429 horas de voo, 4485 delas no Tu-154. O engenheiro de voo era Yury Stepanov, de 35 anos. Estava na companhia aérea desde 1991. Como engenheiro de voo de Tu-154 desde 6 de setembro de 1999, ele possuía 954 horas de voo, todas no Tu-154. O restante da tripulação era composto pro cinco comissários de bordo. Haviam 136 passageiros, 124 deles eram russos e 12 eram chineses. Ao todo, haviam 145 ocupantes entre passageiros e tripulantes.

## Acidente
O Voo Vladivostok 352 partiu de Ectarimburgo às 19:47. A decolagem e o restante do voo ocorreram normalmente a uma altitude de 33,136 pés (10.100 metros).
Às 01:50, a tripulação começou sua descida para o aeroporto de Irkutsk. Às 02:05, foi relatado o estabelecimento de contato visual com a pista do aeroporto de Irkutsk. Durante o pouso, a tripulação permitiu que a aeronave diminuísse abaixo da velocidade permitida em 10-15 km/h durante a terceira curva. O piloto automático do modo de altitude aumentou o ângulo de inclinação com a queda da velocidade, o que resultou em uma perda de velocidade ainda maior. Ao perceberem isso, a tripulação aumentou a potência dos motores, virando para a esquerda e de si mesma, o que levou a um rápido aumento da velocidade vertical e aumentou a curva para a esquerda. Tendo perdido sua orientação espacial, a SLC tentou tirar a aeronave do estol, mas só a aumentou por suas ações. Depois que o radioaltímetro foi acionado, O copiloto puxou excessivamente o manche até a altura mínima do profundor, a altura do estabilizador horizontal virou para 24° para a direita. Um desvio tão intenso e significativo da altura do leme levou a um aumento de sobrecarga de até 2 g, com um ângulo de ataque de até 20°, com a aeronave entrando em parafuso. O nariz do avião caiu abruptamente e despencou em direção ao solo.
O intervalo de tempo desde o voo estabilizado e controlado até a queda livre durou apenas 15 segundos. As tentativas de curvas bruscas à direita de ambos os pilotos e o aumento da potência dos motores não foram suficientes para a aeronave sair do estol. A queda da aeronave ocorreu em velocidades verticais de até 100 m/s e todas as tentativas da tripulação de tirar o avião da queda livre em parafuso foram infrutíferas devido a rápida perda de altitude e velocidade. O voo 352 caiu em um planalto florestal, explodindo em chamas com o impacto, matando todas as 145 pessoas a bordo.
O avião desapareceu dos radares do controle de tráfego aéreo de Irkutsk às 02:08 da manhã. Neste momento, os habitantes de Burdakovka, a 22 quilômetros de Irkutsk, ouviram um estrondo. Um dos moradores chamou a polícia. Os bombeiros e ambulâncias dirigiram-se ao local do suposto acidente. Às 03:25, foi encontrado o local do acidente. Os destroços estavam espalhados por uma área de 10.000 m². Na manhã do mesmo dia, os três gravadores de voz e dados de voo foram encontrados. Eles foram enviados para análise.

## Reações
Em 5 de julho de 2001, por decreto do presidente russo Vladimir Putin, foi declarado luto nacional pelas vítimas do desastre na Rússia.

## Investigação
Em 13 de dezembro de 2001, foi publicada o relatório final da Comissão Estatal de Investigação do acidente do voo 352. A causa do acidente foi atribuída aos erros da tripulação:
- No pouso, a tripulação não podia suportar o modo de altitude de 850 metros quando a aeronave estava na curva esquerda a uma velocidade menor que a recomendada, o que obrigou o piloto automático a levantar o manche para manter a altitude do voo programada, o que resultou em um aumento do ângulo de ataque.
- Com uma acentuada curva esquerda de 45°, o copiloto puxou o manche em direção a si mesmo. Como resultado, o ângulo de ataque aumentou. Com um ângulo de ataque maior, é necessário um impulso muito maior do que o estabelecido pela tripulação. Como resultado, o avião atingiu os ângulos críticos de ataque e começou a perder sustentação.
- A situação continuou a se desenvolver, e após 10 segundos com o aumento da impulsão do motor, o controle da aeronave foi perdida. As ações incorretas do comandante da tripulação só agravaram a situação, resultando na queda da aeronave.